# Lejkówka okazała

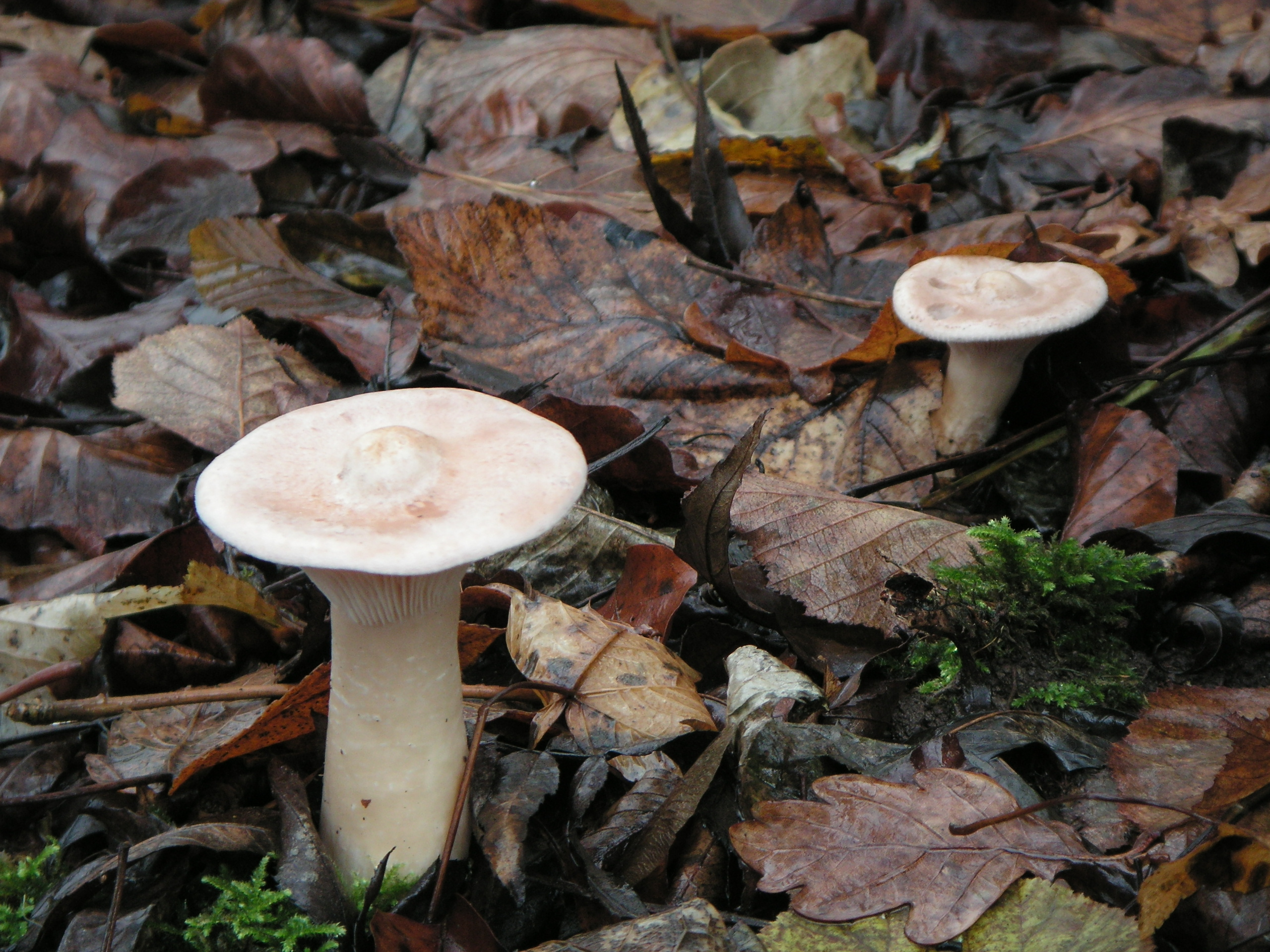
Młode okazy

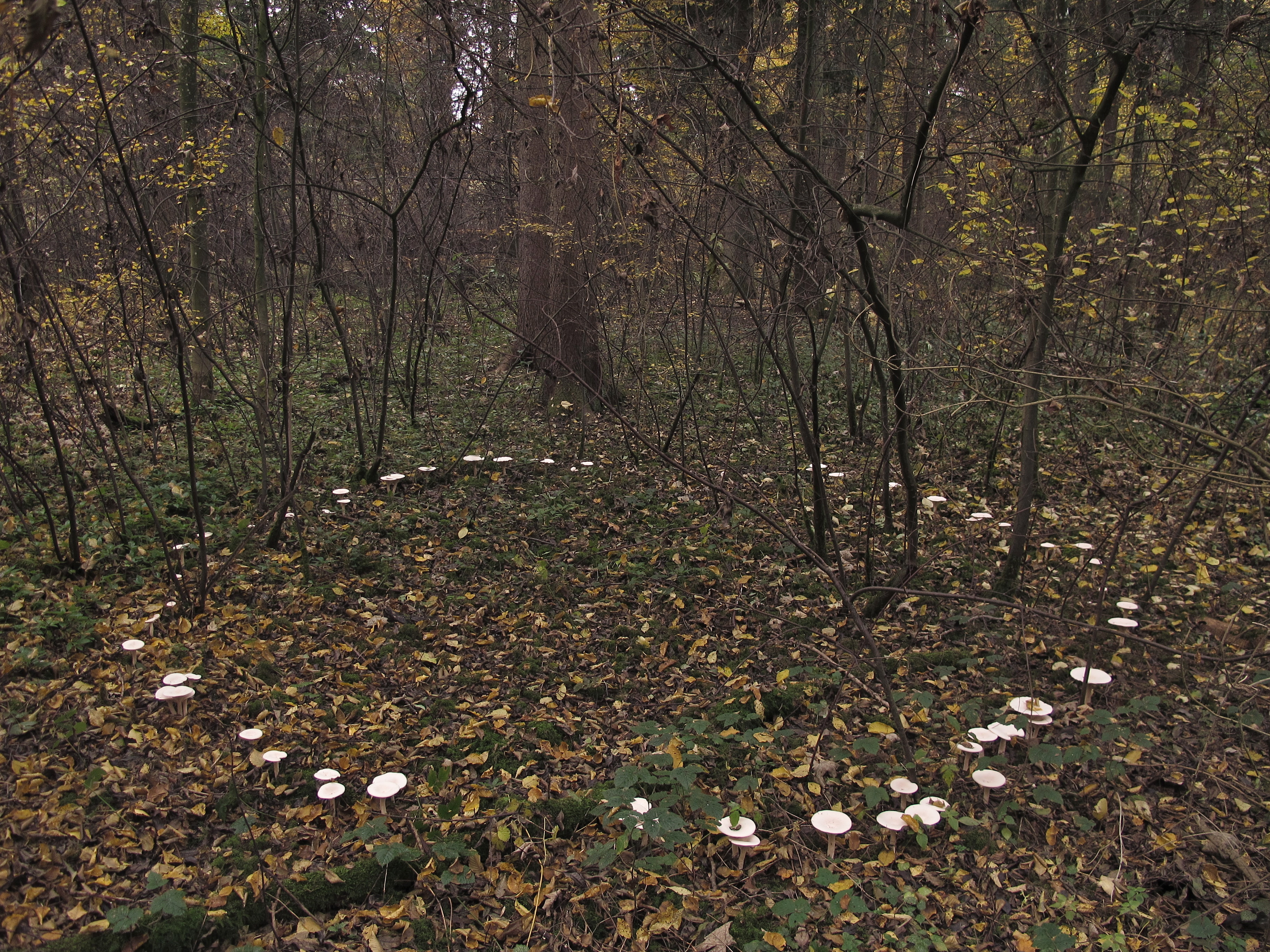
Czarcie koło z owocników Infundibulicybe geotropa

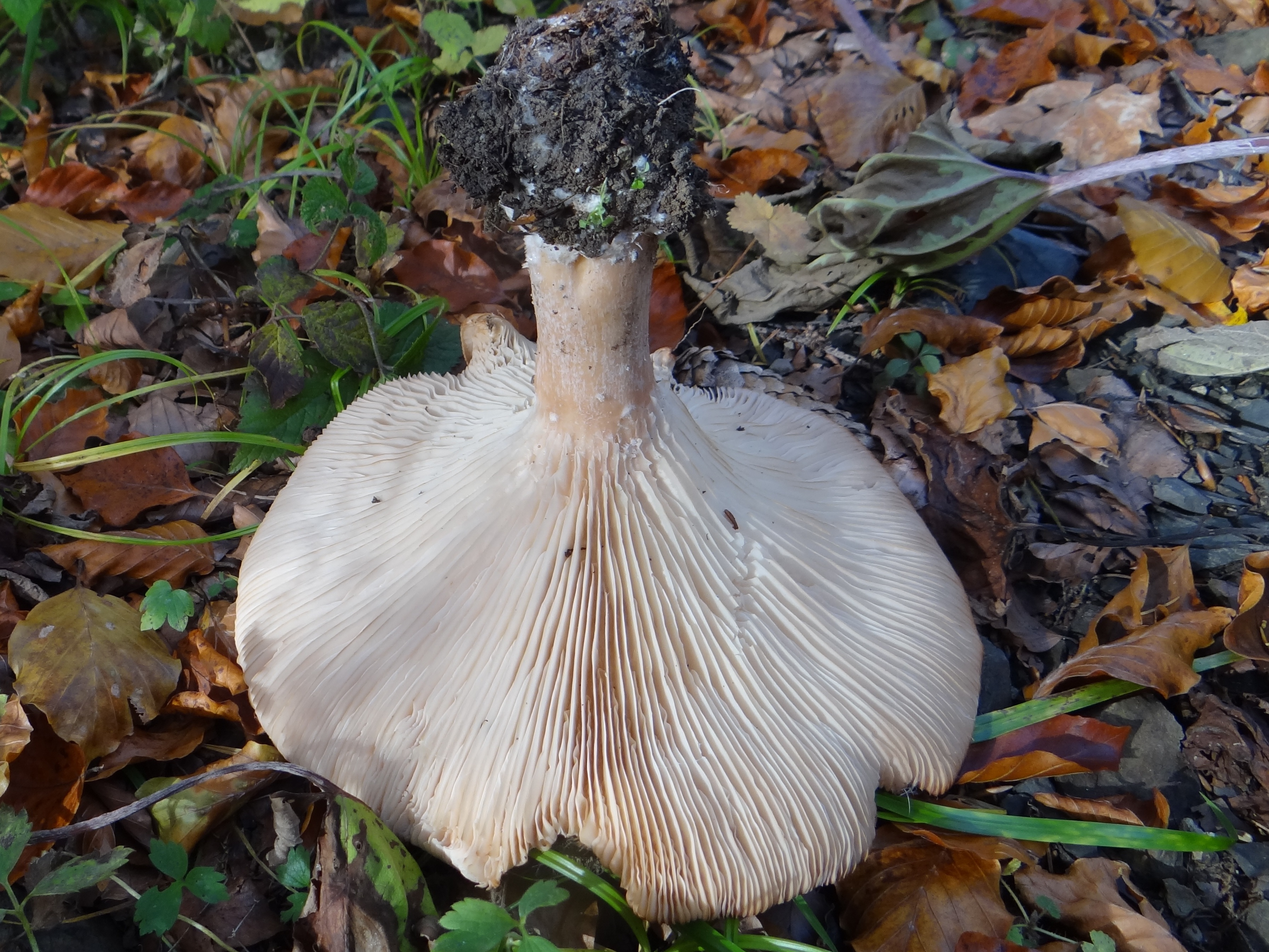
Trzon i blaszki starszego owocnika

Lejkówka okazała (Infundibulicybe geotropa (Bull.) Harmaja) – gatunek grzybów z rzędu pieczarkowców (Agaricales).

## Systematyka i nazewnictwo
Pozycja w klasyfikacji według Index Fungorum: Incertae sedis, Agaricales, Agaricomycetidae, Agaricomycetes, Agaricomycotina, Basidiomycota, Fungi.
Po raz pierwszy takson ten zdiagnozował w 1792 r. Jean Baptiste Bulliard, nadając mu nazwę Agaricus geotropus. Obecną, uznaną przez Index Fungorum nazwę nadał mu w 2003 r. Harri Harmaja, przenosząc go do rodzaju Infundibulicybe. Niektóre synonimy:

- Agaricus geotropus Bull. 1792
- Agaricus gibbus ß major Fr. 1821
- Agaricus pileolarius Sowerby 1821
- Clitocybe geotropa (Bull.) Quél. 1872
- Clitocybe gilva var. geotropa (Bull. ex DC.) P. Kumm. 1871
- Omphalia geotropa (Bull.) Quél. 1886
- Omphalia geotropa (Bull.) Quél. 1886, var. geotropa[2].

Gatunek ten zaliczany był dawniej do rodzaju Clitocybe (lejkówka) jako Clitocybe geotropa (Bull.) Quél. W polskim piśmiennictwie mykologicznym miał nazwy lejkówka okazała lub lejkówka ziemnozwrotna. Według Index Fungorum gatunek ten należy do rodzaju Infundibulicybe, nazwy te są więc niespójne z nazwą naukową.

## Morfologia
Kapelusz
O średnicy 10–25 cm. Brązowoochrowy, w młodych owocnikach początkowo biały, gładki i nagi. Najpierw wypukły z podwiniętymi brzegami i garbkiem na środku. Na starszych owocnikach kapelusz jest lejowaty.
Blaszki
Najpierw białe, potem ochrowokremowe, gęste, cienkie, lekko lub wyraźnie zbiegające.
Trzon
Wysokość 5–15 cm, grubość 1–4 cm. Cylindryczny, pełny, gładki trochę włóknisty, u podstawy obrośnięty białą filcowatą grzybnią. Jest tej samej barwy co kapelusz. Młode owocniki często mają długi trzon i bardzo mały kapelusz. Dzieje się tak z tego powodu, że początkowo trzon rośnie dużo szybciej niż kapelusz.
Miąższ
Biały, ścisły, nie zmienia zabarwienia po przekrojeniu. Smak nieznaczny, zapach niewyraźny.
Wysyp zarodników
Biały. Zarodniki prawie kuliste, gładkie, bezbarwne, o średnicy 6–8 × 5–6 µm.
Gatunki podobne
Lejkówkę okazałą można pomylić z jadalną Clitocybe candida, lub ze znacznie mniejszą i również jadalną lejkówką żółtobrązową (Clitocybe gibba).

## Zasięg występowania i siedlisko
Występowanie tego gatunku opisano w Ameryce Północnej, Europie i Japonii. W Polsce jest nieczęsty, w piśmiennictwie naukowym do 2003 r. podano 5 jego stanowisk, w późniejszych latach podano wiele następnych.
Naziemny grzyb mykoryzowy. Rośnie od sierpnia do listopada w lasach liściastych i na leśnych polanach, zwłaszcza na glebach wapiennych. Występuje zazwyczaj w małych grupach lub w tak zwanych czarcich kołach.

## Znaczenie
Grzyb jadalny, nadaje się głównie do marynowania w occie. Starych owocników nie należy zbierać, bo są łykowate i bez smaku. Zapach lejkówki mięsistej jest aromatyczny, zawierający składnik przypominający przyprawy kuchenne lub gorzkie migdały. Niektórzy cenią ten aromat, inni go nie tolerują. W Polsce jednak grzyb ten nie jest zbierany do celów spożywczych. Jest rzadki, ponadto może być pomylony z innymi, trującymi gatunkami.